# Weißdorf
Weißdorf ist eine Gemeinde im oberfränkischen Landkreis Hof. Sie ist Mitglied der Verwaltungsgemeinschaft Sparneck.

## Geographie

### Lage
Weißdorf liegt am Nordrand des Naturparks Fichtelgebirge an der Saale etwa drei Kilometer östlich der Stadt Münchberg und ca. 18 Kilometer südlich der Stadt Hof (Saale).

### Gemeindegliederung
Es gibt 13 Gemeindeteile (in Klammern ist der Siedlungstyp angegeben):
- Albertsreuth (Weiler)
- Bärlas (Dorf)
- Benk (Dorf)
- Bug (Dorf)
- Eiben b.Weißdorf (Weiler)
- Einzel a.d.Kirchenlamitzerstraße (Einöde)
- Einzel b.Wulmersreuth (Einöde)
- Lohmühle (Einöde)
- Oppenroth (Weiler)
- Schäferei (Einöde)
- Schallersgrün (Einöde)
- Weißdorf (Pfarrdorf)
- Wulmersreuth (Dorf)

Es gibt auf dem Gemeindegebiet die Gemarkungen Bug, Hallerstein (Gemarkungsteil 1), Seulbitz (Gemarkungsteil 1), Weißdorf und Wulmersreuth. Die Gemarkung Weißdorf hat eine Fläche von 3,646 km². Sie ist in 881 Flurstücke aufgeteilt, die eine durchschnittliche Fläche von 4139 m² haben. In ihr liegen neben dem namensgebenden Ort die Gemeindeteile Eiben b.Weißdorf, Einzel a.d.Kirchenlamitzerstraße und Einzel b.Wulmersreuth.

## Geschichte

Epitaph eines von Sparneck in der Weißdorfer Kirche St. Maria

Der Ort wurde 1330 als „Wysselsdorf“ erstmals urkundlich erwähnt. Das Bestimmungswort des Ortsnamens ist der Personenname Wisili. 1607 wurde der Ort erstmals „Weisdorf“ genannt, eine Angleichung an die Farbe Weiß, da der Personenname nicht mehr geläufig war. Der Ort wurde vermutlich im Zuge der fränkischen Besiedlung im 11. Jahrhundert gegründet. Der Ortsadel vermachte das Rittergut vor 1364 an die Herren von Sparneck. Das Wasserschloss Weißdorf und die benachbarte Burg Uprode zählten zu ihren Stammburgen. Im Jahr 1374 erwarb der Nürnberger Burggraf Friedrich V. von Hans von Sparneck die Lehensherrschaft über das Rittergut Weißdorf.
Gegen Ende des 18. Jahrhunderts bestand Weißdorf aus 119 Anwesen und einer Pfarrkirche mit Pfarrhaus. Die Hochgerichtsbarkeit stand dem bayreuthischen Stadtrichteramt Münchberg zu. Die Dorf- und Gemeindeherrschaft hatten die vogtländischen Rittergüter Weißdorf und Bug gemeinsam inne. Grundherren waren
- die Gemeinde: 1 Schule;
- das Rittergut Weißdorf: 1 Gut, 1 Halbhof, 2 Viertelhöfe, 2 Söldengüter, 26 Söldengütlein, 1 Tropfgut, 10 Sölden, 30 Tropfhäuser, 2 halbe Tropfhäuser; außerdem herrschaftlicher Besitz, über welches das Rittergut Weißdorf auch die limitierte Cent hatte: 1 Hofmarkschloss, 1 Pächterwohnung, 1 Schusterwohnung, 1 kleines Häuslein, 1 ehemalige Gerichtshalterwohnung, 1 Wirtshaus;
- das Rittergut Bug: 1 Mühlengut, 1 Gut, 18 Gütlein, 1 Viertelhof 8 Söldengüter, 1 Tropfgut, 5 Tropfhäuser, 2 halbe Tropfhäuser.[11]

Von 1797 bis 1810 unterstand Weißdorf dem Justiz- und Kammeramt Münchberg. Nachdem im Jahr 1810 das Königreich Bayern das Fürstentum Bayreuth gekauft hatte, wurde der Ort bayerisch. Infolge des Ersten Gemeindeedikts wurde 1812 der Steuerdistrikt Weißdorf gebildet. Zu diesem gehörten Bug, Bugeinzel, Eiben bei Weißdorf, Einzel an der Kirchenlamitzerstraße, Einzel bei Wulmersreuth, Oppenroth, Schäferei, Schallersgrün und Wulmersreuth. Zugleich entstand die Ruralgemeinde Weißdorf, die deckungsgleich mit dem Steuerdistrikt war. Sie war in Verwaltung und Gerichtsbarkeit dem Landgericht Münchberg zugeordnet und in der Finanzverwaltung dem Rentamt Münchberg (1919 in Finanzamt Münchberg umbenannt). In der freiwilligen Gerichtsbarkeit unterstanden 66 Anwesen dem Patrimonialgericht Weißdorf und 47 Anwesen dem Patrimonialgericht Bug. 1820 wurden Schallersgrün und Wulmersreuth an die Gemeinde Markersreuth abgegeben. 1827 entstand die Gemeinde Bug, zu der Oppenroth gehörte. Ab 1862 gehörte Weißdorf zum Bezirksamt Münchberg (1939 in Landkreis Münchberg umbenannt). Die Gerichtsbarkeit blieb beim Landgericht Münchberg (1879 in Amtsgericht Münchberg umgewandelt). . Die Gemeinde Weißdorf hatte 1928 eine Fläche von 3,664 km².

### Eingemeindungen
Im Jahr 1938 wurde die Nachbargemeinde Bug aufgelöst und ebenso wie Oppenroth und Wulmersreuth (dieses aus der Gemeinde Markersreuth) in die Gemeinde Weißdorf eingegliedert. Der Gemeindeteil Benk (vorher Gemeinde Hallerstein) ließ sich am 1. Juli 1976 freiwillig aufnehmen. Im Zuge der Gebietsreform in Bayern wurden am 1. Mai 1978 die Gemeindeteile Albertsreuth und Bärlas (vorher Gemeinde Seulbitz) nach Weißdorf umgegliedert.

### Einwohnerentwicklung
Im Zeitraum von 1988 bis 2018 sank die Einwohnerzahl von 1254 auf 1164 um 90 bzw. um 7,2 %. Am 31. Dezember 1999 hatte Weißdorf 1421 Einwohner.
Gemeinde Weißdorf
| Jahr      | 1812   | 1840   | 1852   | 1861   | 1867   | 1871   | 1875   | 1880   | 1885   | 1890   | 1895   | 1900   | 1905   | 1910   | 1919   | 1925   | 1933   | 1939   | 1946   | 1950   | 1961   | 1970   | 1987   | 2002 | 2010   | 2015   | 2022   |
| Einwohner | 934    | 994    | 980    | 1015   | 1032   | 1055   | 1013   | 962    | 898    | 827    | 824    | 836    | 808    | 809    | 703    | 797    | 805    | 964    | 1315   | 1395   | 1330   | 1255   | 1256   | 1360 | 1197   | 1166   | 1174   |
| Häuser    | 161    |        |        |        |        | 123    |        |        | 125    | 123    |        | 123    |        |        |        | 129    |        |        |        | 195    | 248    |        | 381    |      |        | 412    | 437    |
| Quelle    | [ 12 ] | [ 17 ] | [ 17 ] | [ 18 ] | [ 19 ] | [ 20 ] | [ 21 ] | [ 22 ] | [ 23 ] | [ 24 ] | [ 17 ] | [ 25 ] | [ 17 ] | [ 26 ] | [ 17 ] | [ 13 ] | [ 17 ] | [ 17 ] | [ 17 ] | [ 27 ] | [ 28 ] | [ 29 ] | [ 30 ] |      | [ 31 ] | [ 31 ] | [ 32 ] |

Ort Weißdorf
| Jahr      | 1812   | 1819   | 1861   | 1871   | 1885   | 1900   | 1925   | 1950   | 1961   | 1970   | 1987   |
| Einwohner | *651   | †608   | 992    | 1012   | 870    | 807    | 773    | 1045   | 1021   | 983    | 814    |
| Häuser    | *119   |        |        |        | 120    | 118    | 125    | 132    | 188    |        | 253    |
| Quelle    | [ 12 ] | [ 33 ] | [ 18 ] | [ 20 ] | [ 23 ] | [ 25 ] | [ 13 ] | [ 27 ] | [ 28 ] | [ 29 ] | [ 30 ] |

## Politik

### Bürgermeister
| 1. Mai 1978–30. April 1996 | Karl Kießling (ÜFWG)            |
| 1. Mai 1996–30. April 2008 | Karl Baier (ÜFWG)               |
| 1. Mai 2008–30. April 2014 | Herbert Gebhardt (Pro Weißdorf) |
| seit 1. Mai 2014           | Heiko Hain (ÜFWG)               |

### Gemeinderat
Der Gemeinderat besteht aus 13 Mitgliedern (einschließlich des Ersten Bürgermeisters).
|                            | Überparteiliche Freie Wählergemeinschaft | SPD und Unabhängige | Pro Weißdorf | Unabhängige Bürger |
| -------------------------- | ---------------------------------------- | ------------------- | ------------ | ------------------ |
| 1. Mai 2002–30. April 2008 | 9                                        | 4                   | –            | –                  |
| 1. Mai 2008–30. April 2014 | 5                                        | –                   | 6            | 2                  |
| 1. Mai 2014–30. April 2020 | 8                                        | –                   | 5            | -                  |
| seit 1. Mai 2020           | 10                                       | –                   | 3            | -                  |

### Wappen und Flagge
Wappen
|  | Blasonierung: „In Rot ein dreipassförmig verschlungenes silbernes Band.“ |
|  |                                                                          |

Flagge
Die Gemeinde hat keine Gemeindeflagge.

### Gemeindepartnerschaften
Die Gemeinde unterhält eine Partnerschaft mit der Gemeinde Werda im sächsischen Vogtlandkreis.

## Kultur und Sehenswürdigkeiten

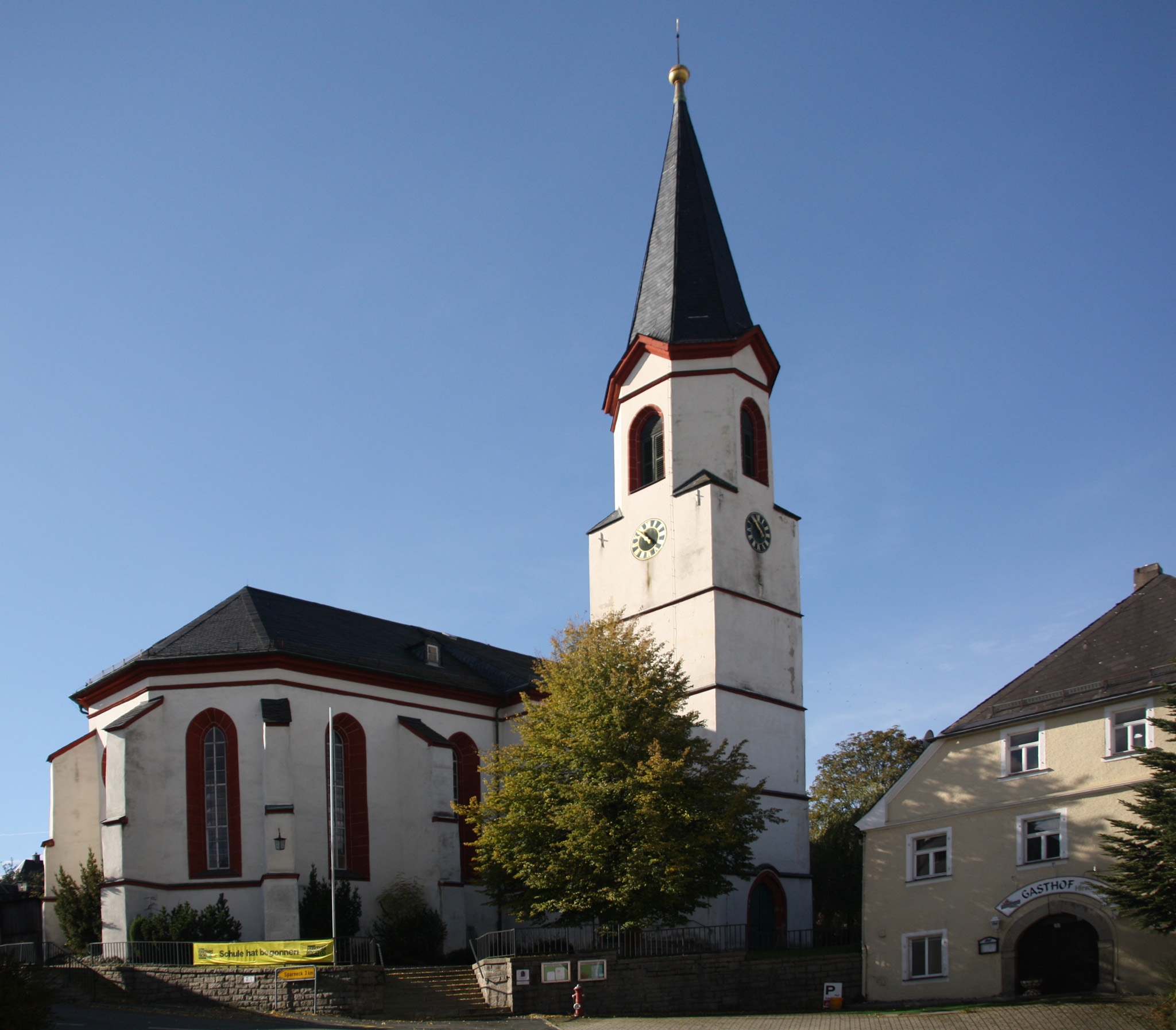
Evang.-Luth. Kirche St. Maria

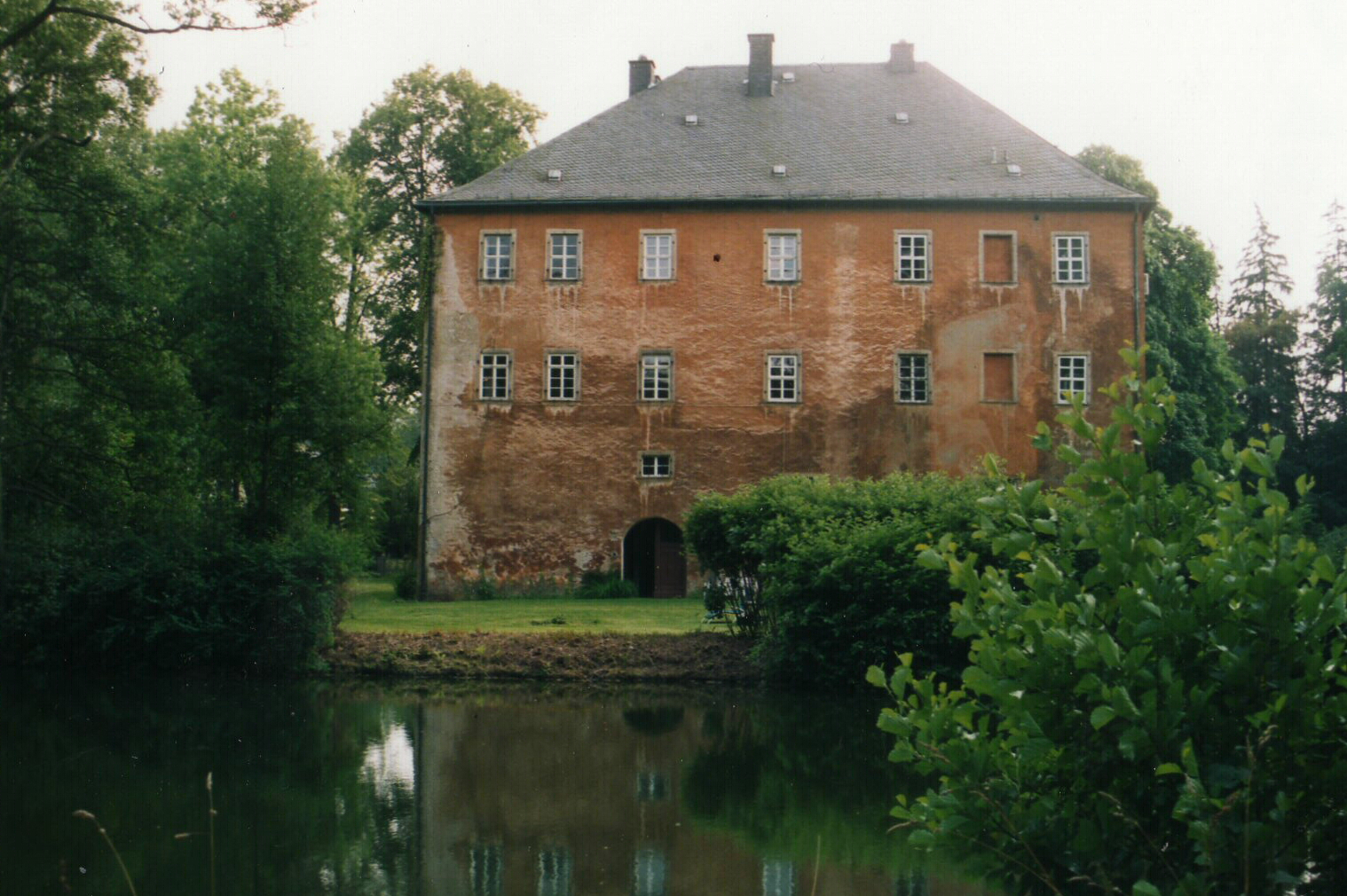
Wasserschloss Weißdorf (Rückseite)

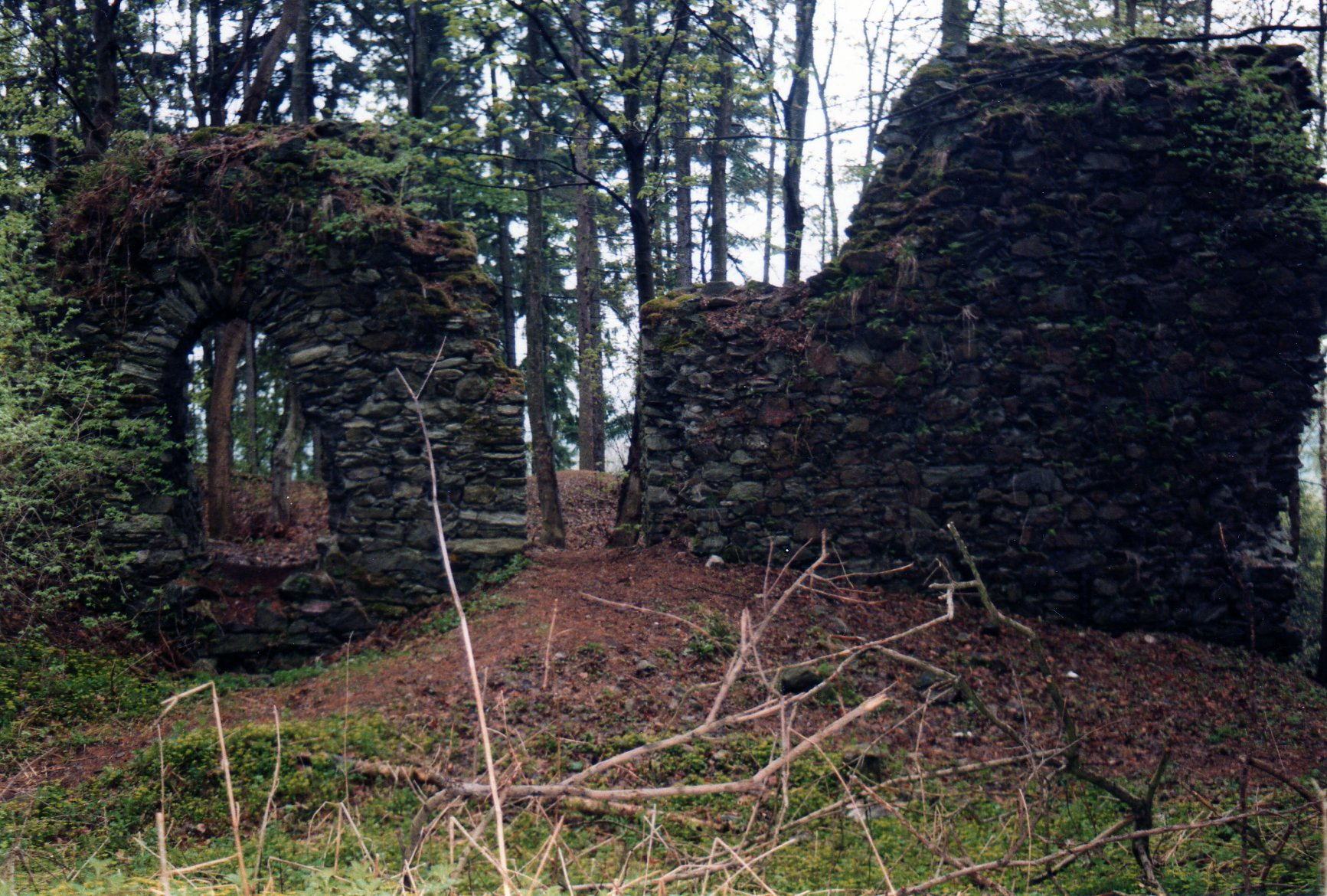
Burgruine Uprode

### Bau- und Bodendenkmäler
- Spätgotische Hallenkirche St. Maria von 1480
- Wasserschloss (in Privatbesitz, eine Besichtigungen ist nicht möglich)
- Burgruine Uprode
- Rittergut Bug

In Weißdorf war von 1472 bis 1988 eine Getreide- und Schneidmühle in Betrieb. Sie gehörte zunächst den Herren von Sparneck zu Weißdorf bzw. zu Bug.

### Freizeit-, Garten- und Sportanlagen
- Gartenanlage des Schrebergartenvereins Weißdorf
- Spielplatz Weißdorf an der Saale
- Sportanlage des TuS Weißdorf (Fußballplatz, Tennisplatz, Laufbahn, Weitsprungbereich, Kugelstoßbereich, Sportheim)
- Turnhalle Weißdorf
- Gemeindehaus Weißdorf

## Wirtschaft und Infrastruktur

### Wirtschaft einschließlich Land- und Forstwirtschaft
Es gab 2011 nach der amtlichen Statistik insgesamt 160 sozialversicherungspflichtig Beschäftigte am Arbeitsort. Davon waren im Bereich der Land- und Forstwirtschaft neun, im produzierenden Gewerbe 98, im Bereich Handel, Verkehr und Gastgewerbe 21, im Bereich der Unternehmensdienstleister elf und im Bereich der öffentlichen und privaten Dienstleister 21 Beschäftigte. 1998 gab es noch insgesamt 503 sozialversicherungspflichtig Beschäftigte am Wohnort. Im verarbeitenden Gewerbe gab es vier Betriebe. Zudem bestanden im Jahr 1999 42 landwirtschaftliche Betriebe mit einer landwirtschaftlich genutzten Fläche von 2197 Hektar, davon waren 973 Hektar Ackerfläche.

### Bildung
Es bestehen folgende Einrichtungen:
- Kindertagesstätte Weißdorf
- Volksschule Weißdorf-Sparneck

### Verkehr
Die Bundesstraße 289 führt an Wulmersreuth vorbei nach Münchberg (4,2 km westlich) bzw. nach Seulbitz (3,3 km nordöstlich). Die Staatsstraße 2176 führt über Benk nach Kirchenlamitz (8 km südöstlich). Die Kreisstraße HO 20 führt nach Sparneck (2,6 km südlich). Gemeindeverbindungsstraßen führen nach Bärlas (1,3 km nordöstlich) und über Obere Eiben, die Kreisstraße HO 18 kreuzend nach Mechlenreuth (3,5 km südwestlich). Ein Anliegerweg führt nach Eiben bei Weißdorf (1 km südlich).
Die Bahnstrecke Münchberg–Zell, die über Weißdorf führte, wurde am 25. September 1971 eingestellt.

## Persönlichkeiten
- Johann Wolfgang Döbereiner (1780–1849), deutscher Chemiker, verbrachte seine Kindheit auf dem heute zur Gemeinde Weißdorf gehörenden Rittergut in Bug und lehrte Goethe Wissen über Elemente und deren Eigenschaften.